# Silke Engler (Regisseurin)
Silke Christina Engler (* 1976 in Aachen) ist eine deutsche Filmregisseurin, Drehbuchautorin und Filmproduzentin.

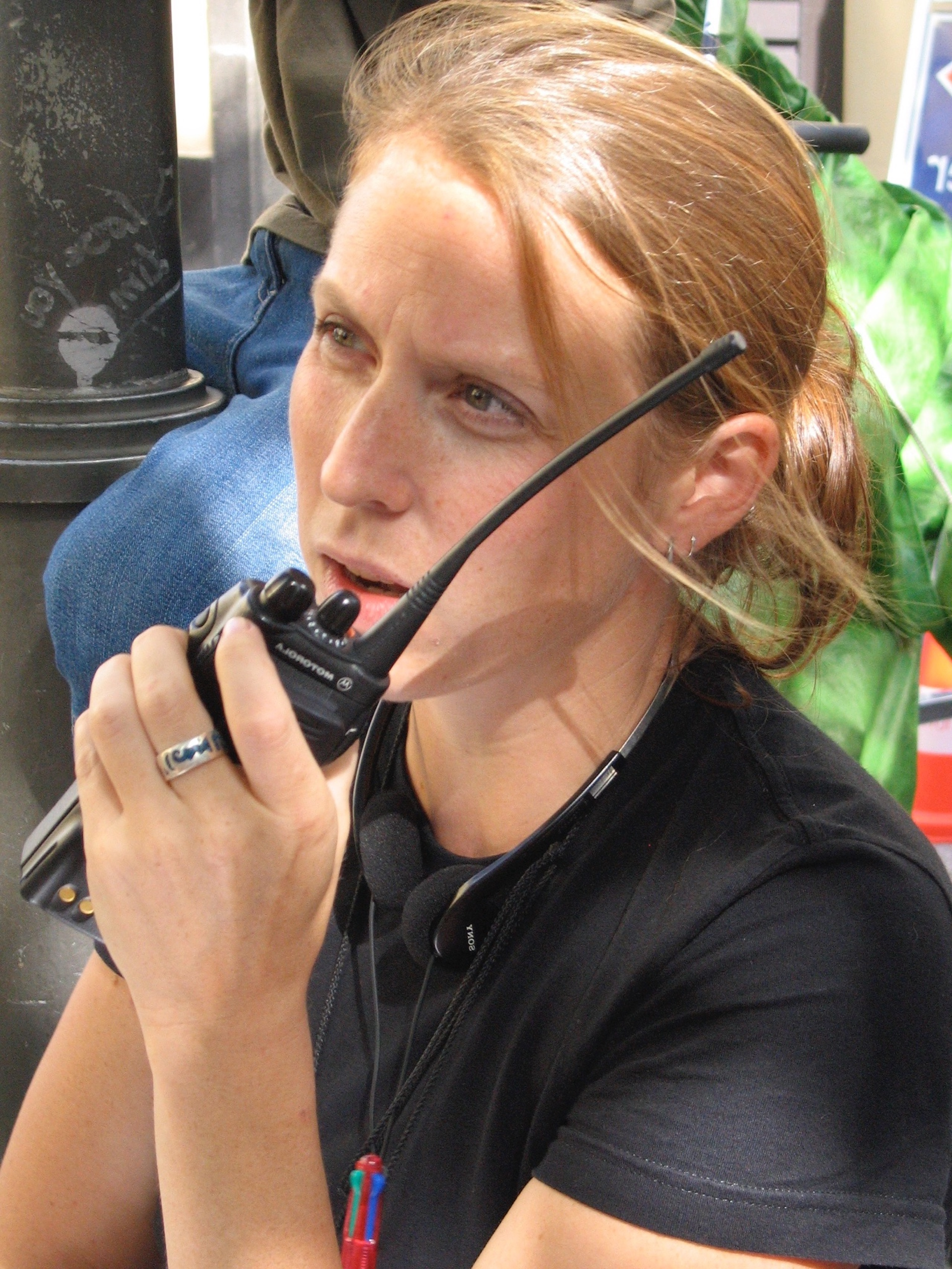
Silke C. Engler bei Dreharbeiten

## Leben
Silke Christina Engler studierte von 1995 bis 2000 Theater-, Film- und Fernsehwissenschaft und Anglistik an der Universität Leipzig und an der Ruhr-Universität Bochum.
Seit 1998 arbeitete sie als Script Supervisor und Regieassistentin (u. a. für Margarethe von Trotta, Georg Maas, Jan Schomburg).
2010 bis 2015 absolvierte Engler den Studiengang Audiovisuelle Medien an der Kunsthochschule für Medien Köln.
2019 drehte sie gemeinsam mit der deutschen Kamerafrau Julia Baumann ihr Langfilm-Debüt Sunny.

## Filmografie (Auswahl)
- 1999: Infearence (Kurzfilm), (Regie, Drehbuch)
- 2000: Atmosfear (Kurzfilm), (Regie, Drehbuch)
- 2009: Das Fenster (Kurzfilm), (Regie, Drehbuch)
- 2015: Kirschkuchen (Kurzfilm), (Regie, Drehbuch)
- 2016: Mind Your Body (Kurzfilm), (Regie, Drehbuch)

## Auszeichnungen (Auswahl)
Kirschkuchen
- 2015: Bronze International Student Film Award – Student Film & Video Festival of Beijing Film Academy
- 2016: Bester Film (Student) – Bangalore Shorts Film Festival
- 2016: Board of Director’s Award – North Carolina Film Awards

Mind Your Body
- 2016: Beste Regie – Indian Cine Film Festival
- 2016: Bester Kurzfilm – Mumbai Shorts Intl. Film Festival
- 2017: Beste Regie – Noida International Film Festival
- 2017: Beste Regie – Dada Saheb Phalke Film Festival
- 2017: Bester Kurzfilm (Student, Fiction) – Best Fiction Film Festival
- 2017: Beste Regie (Student) – San Antonio Film Festival
- 2017: Bester Kurzfilm (Fiction) – Bangkok Thai International Film Festival
- 2017: Bester Kurzfilm (Fiction) – Five Continents International Film Festival
- 2018: Bester Debüt Sci-Fi – Falcon International Film Festival